# 뷰앙상블
뷰앙상블은 장애예술인의 일자리 문제 해결을 위한 뷰티플마인드의 취업 연계 프로그램이다.

## 개요
뷰앙상블은 뷰티플마인드가 전개하는 장애예술인의 일자리 문제 해결을 위한 취업 연계 프로그램으로 2021년에 시작되었다.
직업 연주자로서 전문적인 음악 활동이 절실한 뮤직아카데미 졸업생들이 안정적인 환경에서 연주 활동에 전념할 수 있도록 기업과 연계하여 사회 진출을 돕고 있다.
뷰앙상블은 각 기업의 소속 아티스트로서 각종 연주활동과 사내행사 및 사회공헌 연주활동을 하고 있다.

## 아티스트 소개

### 오미아 뷰앙상블
130년 이상 역사의 천연 탄산칼슘 전문 제조 및 스페셜 케미컬 유통으로 잘 알려진 오미아그룹의 국내 법인 (주)오미아코리아 소속 아티스트
- 피아노 배성연
- 첼로 김민주
- 클라리넷 김범순

### 트라이본즈 뷰앙상블
2008년 설립된 패션종합회사 LF네트웍스의 자회사로 셔츠업계 1위인 닥스셔츠, 포멜카멜레 외 자회사 아동복 전문 파스텔세상의 닥스키즈, 헤지스키즈 등을 전개하는 (주)트라이본즈 소속 아티스트
- 바이올린 김수진
- 클래식기타 심환[2]

### 메리츠캐피탈 뷰앙상블
2012년 설립되어 최상의 금융서비스를 제공하는 메리츠금융그룹 계열의 여신전문 금융회사 메리츠캐피탈(주) 소속 아티스트
- 피아노/바이올린 신주용
- 바이올린 정연주
- 비올라 조현성

### 에스피테크 뷰앙상블
IT기술 개발과 차별화된 기술력으로 글로벌 시장의 변화에 유연한 서비스를 제공하는 ICT플랫폼 전문 기업 에스피테크놀러지(주) 소속 아티스트
- 피아노/바이올린 이상우
- 더블베이스 윤수

### 인크로스 뷰앙상블
SKT의 계열사로 컨텐츠 퍼블리셔, 디지털 광고 미디어 렙, 솔루션 프로바이더, 라이프서비스를 핵심 사업 영역으로 하는 모바일 전문 서비스 플랫폼 기업인 인크로스(주) 소속 아티스트
- 클래식기타 허지연
- 클라리넷 엄희준
- 트럼펫 이영래

### 동국제약 뷰앙상블
1968년 설립 이래 건강한 가치를 전달하며 고객의 삶과 사회에 기여하는 대한민국 토탈 헬스케어 그룹 동국제약(주) 소속 아티스트
- 성악 김주희
- 피아노 이강현
- 바이올린 오유석
- 바이올린 조준형

### 동구바이오 뷰앙상블
피부, 비뇨기 질환 의약품에서 줄기세포 적용 헬스케어까지 시장의 변화에 앞장서는 바이오 제약 기업인 (주)동구바이오제약 소속 아티스트
- 첼로 박유림
- 플루트 강초혜[3]

## 주요 공연
2022년
- 뷰티플마인드와 함께하는 밀알음악회 '특별한 취업' (세라믹팔레스홀)[4]
- 평화를 위한 작은음악회 (정동길)[5]
- 각 회사 사내 연주 및 사회 공헌 연주

2021년
- 취업기념 음악회 '특별한 취업' (뷰티플마인드 채리티 유튜브 채널)
- 각 회사 사내 연주 및 사회 공헌 연주

## 선생님 소개
- 총감독 배일환

- 지도강사 강소연 김미령 배일환 손치호 이현정 정욱 지유진 채원경 최재희

- 보조강사 김덕주 김슬기 김원 최서희

## 뷰티플마인드
- 뷰티플마인드 오케스트라